# Éructation
L'éructation est l'expulsion de gaz du tube digestif (principalement de l'œsophage et de l'estomac) par la bouche ou par le nez. Elle s'accompagne souvent d'un son et parfois d'une odeur caractéristique. 
Dans le langage familier, une éructation est appelée rot, renvoi, rejet ou encore rapport.

## Description physiologique
L'éructation survient généralement lorsque le sujet mange ou boit trop vite, et cherche à expirer l'air avalé de manière précipitée (aérophagie) ; les proportions d'azote et d'oxygène dans la composition du gaz sont alors modifiées. Le rot peut également être causé par l'ingestion de boissons gazeuses comme la bière, les sodas, ou les vins effervescents, auquel cas le gaz expiré contient principalement le dioxyde de carbone de la boisson. Le reflux gastro-œsophagien peut également causer des rots involontaires. Des études scientifiques suggèrent que l'aérophagie pourrait ne pas être considérée comme la première cause de rot, mais que le rot serait en réalité un comportement social appris (donc acquis).
Le son accompagnant l'éructation résulte de la vibration du cardia (orifice œsophagien) lorsque le gaz le traverse. Le record du monde du rot ayant l'intensité sonore la plus forte est attribué à Paul Hunn, de Londres (Royaume-Uni), ayant atteint 109,9 décibels, soit l'équivalent d'une tronçonneuse en fonctionnement. Compte tenu de la définition de l'intensité sonore (qui se mesure en décibel), cette intensité dépendait surtout de la distance entre le microphone et la source sonore. Un microphone encore plus près de la source sonore aurait détecté une intensité encore plus forte. Ce type de « record » a donc discrédité l'institution l'ayant homologué.

## Contexte social et étiquette
Dans le monde occidental, éructer de manière audible est souvent perçu comme impoli, bien que le gaz soit plus mal perçu encore. Il faut généralement s'excuser après une éructation. Comme pour masquer, il est parfois d’usage de mettre la main devant la bouche au moment de l’éructation. La plupart des enfants et un nombre croissant[réf. nécessaire] d'adultes considèrent cependant le rot avec humour et défi.
A contrario, certaines cultures comme en Indonésie et parfois en Chine ou en Inde, ou encore dans des pays du Moyen Orient tels que Bahreïn, permettent d'éructer, en particulier en signe de politesse et de satisfaction; le convive montre ainsi à son hôte qu'il apprécie le repas.
Il existe un fétichisme appelé éructophilie, plus fréquent chez les hommes. Pour eux, la principale source d'excitation sexuelle est l'odeur et le bruit des rots de filles ou de femmes.

## L'éructation infantile
En mangeant, les bébés accumulent une grande quantité de gaz dans leur estomac. Cela peut les conduire à être particulièrement agités et énervés jusqu'à ce que la masse gazeuse soit rotée. Il est possible d'aider l'enfant à éructer en le plaçant dans une position favorisant l'expulsion des gaz (par exemple sur l'épaule d'un adulte ou en allongeant l'enfant le ventre contre la poitrine d'un adulte) et en tapotant ou frottant doucement le bas de son dos.
L'éructation peut provoquer le vomissement d'un bébé, c'est pourquoi, par mesure de précaution, un tissu (protège-rot ou tampon d'éructation) est parfois mis sur l'épaule pour protéger les vêtements de l'adulte qui le porte.

## Le discours éructé
Il est possible d'induire volontairement l'éructation en faisant remonter l'air de l'œsophage et en l'expirant ensuite tout en maîtrisant les vibrations des parois de l'œsophage et des cordes vocales.
Si les enfants ne développent souvent cette faculté qu'à des fins de divertissement, les orthophonistes la considèrent en revanche comme un moyen alternatif de vocalisation pour les personnes ayant subi une laryngectomie, le rot remplaçant la phonation du larynx (voir l'article voix œsophagienne).

## Chez les animaux
D'autres mammifères éructent, en particulier des ruminants, à l'instar de la vache et du mouton ; le gaz qu'ils expirent est cependant composé majoritairement de méthane issu de la digestion. Des archées méthanogènes anaérobes présentes dans le rumen, par exemple du genre Methanobrevibacter, produisent ce gaz. Une étude de 2007 a montré qu'une vache laitière produisait un peu plus de 322 g de méthane par jour, soit plus de 117 kg de méthane par an. De tels chiffres font de l'élevage intensif un contributeur majeur aux émissions anthropogéniques de méthane, et donc à l'effet de serre. Cela a conduit des scientifiques du Commonwealth Scientific and Industrial Research Organisation de Perth, en Australie, à développer un vaccin anti méthanogène afin de réduire les émissions de méthane des élevages.
Certains poissons sont aussi connus pour expulser de l'air de leurs ouïes ; l'éructation est alors produite par le gaz issu des branchies.
D'autres animaux, comme les chevaux et les rats, ont complètement perdu la faculté d'éructer.